# Municipio de Kandiyohi (Minnesota)
El municipio de Kandiyohi (en inglés: Kandiyohi Township) es un municipio ubicado en el condado de Kandiyohi en el estado estadounidense de Minnesota. En el año 2010 tenía una población de 636 habitantes y una densidad poblacional de 6,92 personas por km².

## Geografía
El municipio de Kandiyohi se encuentra ubicado en las coordenadas 45°6′31″N 94°56′22″O / 45.10861, -94.93944. Según la Oficina del Censo de los Estados Unidos, el municipio tiene una superficie total de 91.85 km², de la cual 86,6 km² corresponden a tierra firme y (5,72 %) 5,26 km² es agua.

## Demografía
Según el censo de 2010, había 636 personas residiendo en el municipio de Kandiyohi. La densidad de población era de 6,92 hab./km². De los 636 habitantes, el municipio de Kandiyohi estaba compuesto por el 98,9 % blancos, el 0,79 % eran de otras razas y el 0,31 % eran de una mezcla de razas. Del total de la población el 2,52 % eran hispanos o latinos de cualquier raza.